# Memphis Bleek

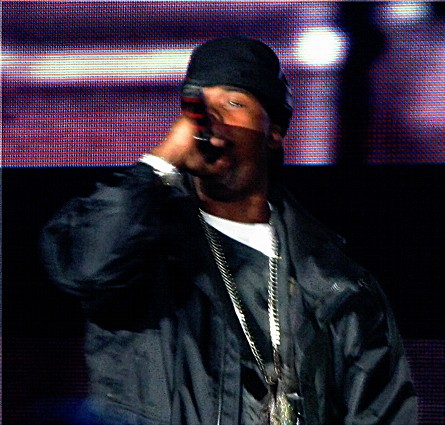
Memphis Bleek.

Memphis Bleek (nacido como Malik Thuston Cox el 23 de junio de 1978) es un rapero neoyorquino que coincidió en su infancia con leyendas del rap como Nas, Notorious B.I.G. y Jay-Z, y que ha colaborado con artistas de la talla de Beanie Sigel, Ja Rule y Missy Elliott, entre otros. Memphis es un acrónimo de Making Easy Money Pimping Hoes In Style.

## Biografía

### Inicios
El debut de Memphis Bleek en el mainstream se produjo en su aparición en el tema de Jay-Z "Coming of Age", del clásico Reasonable Doubt y producido por Clark Kent. Más adelante, Bleek se convertiría en el primer artista firmado por Roc-a-Fella Records.
Coming of Age fue el álbum de debut de Bleek (1999), que fracasó en ventas, al igual que su segundo trabajo, titulado The Understanding, en 2001. Ya con su tercer álbum, M.A.D.E., el rapero consiguió vender más (900.000 copias).

## Get Low y rivalidades
En el tiempo que transcurrió entre el lanzamiento de su segundo y tercer álbum, Bleek creó su propio sello discográfico, llamado Get Low Records. Firmó al antiguo miembro de Junior Mafia (crew de Brooklyn liderada por Notorious B.I.G.) Lil' Caesar. El nombre del sello provocó una rivalidad entre Memphis Bleek, JT tha Bigga Figga y The Game, ya que este creó un sello independiente con el mismo título.
A Memphis Bleek le pilló por medio la épica batalla entre Jay-Z y Nas, en la que Bleek se ganó unos cuantos enemigos, los más notables Nas y Mobb Deep. A pesar de ello, las continuas disputas entre los dos raperos neoyorquinos hizo poco para aumentar la popularidad que Bleek ya había logrado anteriormente.

## Últimos años
El 17 de mayo de 2005 Bleek editó su cuarto álbum, titulado 534 en referencia al complejo de viviendas donde él y su mentor, Jay-Z, vivían, en Marcy, Brooklyn. A pesar del éxito del sencillo "Like That", producido por Swizz Beatz, el álbum no cosechó muchas ventas.
El rapero declaró que en 2007 podría lanzar un nuevo álbum (llamado, según parece The Big Apple)en el que destacaría la aparición del artista de R&B Coya.y big daddy

## Álbumes
- 1999: The Coming of Age [Oro]
- 2000: The Understanding [Platino]
- 2003: M.A.D.E. [Platino]
- 2005: 534